# Тротмен, Рафаэль
Рафаэль Тротмен (англ. Raphael Trotman; род. 1966) — государственный и политический деятель Гайаны. Был главой партии «Альянс за перемены» на парламентских выборах 2006 года и парламентских выборах 2011 года.

## Биография
Являлся членом Народного национального конгресса, а затем стал соучредителем «Альянса за перемены» (АФК) 29 октября 2005 года вместе с Хемраджем Раджаттаном и Шейлой Холдер. На парламентских выборах в августе 2006 года АФК получил 8,3 % голосов избирателей и занял 5 из 65 мест в парламенте, став третьей по величине политической силой в Гайане. Рафаэль Тротмен первый раз был избран в парламент в 1998 году от Народного национального конгресса, который покинул 27 мая 2005 года, но оставался членом парламента до 27 декабря 2005 года. С 2011 по 2015 год был спикером Национальной ассамблеи Гайаны. С 2015 года является министром природных ресурсов.